# Candy Ride
Candy Ride, född 27 september 1999 i Argentina, är ett engelskt fullblod, mest känd för att ha förblivit obesegrad under hela tävlingskarriären. Han utsågs till Argentina Champion Miler (2002), och har efter tävlingskarriären varit en framgångsrik avelshingst.

## Bakgrund
Candy Ride är en brun hingst efter Ride The Rails och under Candy Girl (efter Candy Stripes). Han föddes upp av Haras Abolengo och ägdes inledningsvis av Gumercindo Alonzo och senare av Sidney & Jenny Craig. Han tränades under tävlingskarriären av Ron McAnally.

## Karriär
Candy Ride tävlade mellan 2002 och 2003 och sprang in 749 149 dollar på 6 starter, varav lika många segrar. Han tog karriärens största segrar i Gran Premio San Isidro (2002), G. P. Internacional Joaquín S. de Anchorena  (2002), American Handicap (2003) och Pacific Classic Stakes (2003).

### 2002 – Argentina
Candy Ride tävlade inte officiellt vid två års ålder. Han gjorde dock flera starter över så korta sprintsträckor som två furlongs i vad som kallas "country racing" i Argentina. Hans rekord i dessa inofficiella löp är okänt, men bidrog till att etablera hans rykte. Han startade som favoritspelad i sin första officiella start på Hipodromo Argentino den 9 augusti 2002 i ett maidenlöp över 1 200 meter på dirttrack. Efter att ha legat bakom den tidiga ledaren i löpet, övertog han ledningen halvvägs genom löpet. Han drog sedan undan och segrade med tolv längder.
I sin nästa start den 12 oktober tog Candy Ride steget upp till grupp 1-löpet Gran Premio San Isidro, som reds över 1 600 meter. Han startade med oddset 4-1 i ett fält på 11 hästar. I början av löpet låg han på fjärde plats, men övertog sedan ledningen och segrade med 8 längder.
Candy Ride gjorde årets sista start i grupp 1-löpet G. P. Internacional Joaquín S. de Anchorena, som reds över 1 600 meter på gräs. Han låg återigen i mitten av fältet och avancerade till ledningen med tre furlongs kvar. Han segrade med åtta längder på tiden 1:31.01, vilket var världsrekord. Hans dominerande prestationer gjorde att han utsågs till 2002 års Argentina Champion Miler.

### 2003 – USA
I januari 2003 köptes Candy Ride för 900 000 dollar av amerikanerna Sid och Jenny Craig. Paret hade tidigare haft stora framgångar med hästar som köpts i Argentina, framför allt med Paseana, som vann Breeders' Cup Distaff 1992 och röstades fram till Eclipse Awards American Champion Older Female Horse 1992 och 1993. Candy Ride sattes nu i träning hos Ron McAnally i USA.
Den 7 juni 2003 gjorde Candy Ride sin amerikanska debut i ett allowancelöp på Hollywood Park över 1 1⁄16 miles på dirttrack. Han duellerade om ledningen från start, vilken han övertog senare under löpet, och segrade med tre längder. Hans nästa start var den 4 juli som favoritspelad i American Handicap på Hollywood Park, som reds över 1 1⁄8 miles på gräs. Under större delen av löpet duellerade han mot Special Ring, innan Candy Ride slutligen gick ifrån på upploppet för att segra med tre fjärdedelars längd. Han reds i löpet av Gary Stevens.
I vad som visade sig bli hans sista löp deltog Candy Ride i Pacific Classic Stakes på Del Mar över 1 1⁄4 miles på dirttrack. Spelfavoriten Medaglia d'Oro, gick tidigt till ledningen, medan Candy Ride fick en dålig start, men avancerade till andra plats. Candy Ride övertog ledningen på upploppet och segrade med 3 1⁄4 längder samtidigt som han satte banrekord på 1:59:11. Då jockeyn Gary Stevens blivit skadad innan löpet, gick uppsittningen istället till Julie Krone, som blev den första kvinnliga jockeyn att vinna ett miljonlöp.
Eftersom Candy Ride fölades i Argentina hade hans uppfödare inte anmält honom till Breeders' Cup, och var då tvungna att betala en tilläggsavgift på 800 000 dollar om de ville starta honom i Breeders' Cup Classic. Detta gjorde att kretsen runt hästen avstod från Breeders' Cup. Candy Ride återgick till träning i december 2003, men en mängd olika problem satte stopp för en fortsatt tävlingskarriär. Det meddelades i augusti 2004 att Candy Ride avslutat sin tävlingskarriär.

### Som avelshingst
Candy Ride stallades upp som avelshingst på Hill 'n' Dale 2005 för en avgift på 10 000 dollar, och redan 2008 blev han trea på listan över ledande avelshingstar i Nordamerika. Han gav uppfödare möjligheten att inavla till Mr. Prospector genom den ganska sällsynta grenen från Crytpoclearance. Han var särskilt framgångsrik med ston från Storm Cat eller A.P. Indys blodslinjer.
Som avelshingst är Candy Ride mest känd som far till Gun Runner, som slutade trea i 2016 års upplaga av Kentucky Derby, och segrade i Clark Handicap senare samma år. 2017 utsågs Gun Runner till American Horse of the Year, efter att ha segrat i Breeders' Cup Classic, Whitney och Woodward Stakes. Candy Ride slutade tvåa på listan över ledande avelshingstar i Nordamerika både 2017 och 2018.

## Stamtavla
| Efter Ride The Rails dkb/br. 1991 | Cryptoclearance dkb/br. 1984 | Fappiano b. 1977             | Mr. Prospector             |
| Efter Ride The Rails dkb/br. 1991 | Cryptoclearance dkb/br. 1984 | Fappiano b. 1977             | Killaloe                   |
| Efter Ride The Rails dkb/br. 1991 | Cryptoclearance dkb/br. 1984 | Naval Orange dkb/br. 1975    | Hoist The Flag             |
| Efter Ride The Rails dkb/br. 1991 | Cryptoclearance dkb/br. 1984 | Naval Orange dkb/br. 1975    | Mock Orange                |
| Efter Ride The Rails dkb/br. 1991 | Herbalesian b. 1969          | Herbager (FR) b. 1956        | Vandale (FR)               |
| Efter Ride The Rails dkb/br. 1991 | Herbalesian b. 1969          | Herbager (FR) b. 1956        | Flagette (FR)              |
| Efter Ride The Rails dkb/br. 1991 | Herbalesian b. 1969          | Alanesian b. 1954            | Polynesian                 |
| Efter Ride The Rails dkb/br. 1991 | Herbalesian b. 1969          | Alanesian b. 1954            | Alablue                    |
| Undan Candy Girl (ARG) ch. 1990   | Candy Stripes ch. 1982       | Blushing Groom (FR) ch. 1974 | Red God                    |
| Undan Candy Girl (ARG) ch. 1990   | Candy Stripes ch. 1982       | Blushing Groom (FR) ch. 1974 | Runaway Bride (GB)         |
| Undan Candy Girl (ARG) ch. 1990   | Candy Stripes ch. 1982       | Bubble Company (FR) ch. 1977 | Lyphard                    |
| Undan Candy Girl (ARG) ch. 1990   | Candy Stripes ch. 1982       | Bubble Company (FR) ch. 1977 | Prodice (FR)               |
| Undan Candy Girl (ARG) ch. 1990   | City Girl (ARG) ch. 1982     | Farnesio (ARG) b. 1974       | Good Manners               |
| Undan Candy Girl (ARG) ch. 1990   | City Girl (ARG) ch. 1982     | Farnesio (ARG) b. 1974       | La Farnesina (ARG)         |
| Undan Candy Girl (ARG) ch. 1990   | City Girl (ARG) ch. 1982     | Cithara (ARG) ch. 1975       | Utopico (ARG)              |
| Undan Candy Girl (ARG) ch. 1990   | City Girl (ARG) ch. 1982     | Cithara (ARG) ch. 1975       | Cithere (FR) (Family 13-c) |